# Теодор Аньола
Теодор Аньола (пол. Teodor Anioła; 4 листопада 1925, Познань — 10 липня 1993, Стриково) — польський футболіст, що грав на позиції нападника. Триразовий кращий бомбардир чемпіонату Польщі, Лицар Ордену Відродження Польщі, заслужений майстер спорту Польщі.

## Клубна кар'єра
Теодор Аньола народився у Познані. Розпочав виступи на футбольних полях у післявоєнний час, коли ще навіть не відновились матчі регулярного чемпіонату Польщі. Після відновлення регулярної першості він взяв участь у складі тодішнього «Колєяжа» (пізніше перейменованого на «Лех») у відбіркових матчах до першого дивізіону чемпіонату Польщі, і вже у цих матчах він показав свій бомбардирський хист. У 1949 році познанський клуб дебютував у найвищому польському дивізіоні, й Аньола відразу став кращим бомбардиром першості. Цей результат він повторив у наступних двох чемпіонатах Польщі, що допомагало його клубу утримуватися у вищому дивізіоні. У команді він відмінно взаємодіяв із двома іншими нападниками — Едмундом Бяласом і Генриком Чапчиком, утворюючи разом із ними тріо, назване «АВС» (за першими літерами прізвищ польською мовою). За надвисоку результативність на футбольних полях Теодор Аньола отримав прізвисько «Диявол». Практично всю свою футбольну кар'єру нападник провів у «Леху». Проте в кінці 50-х років ХХ століття клуб «залізничників» вибув до другого польського дивізіону, й Аньола вирішив перейти до сильнішого на той час клубу з Познані «Варта». За це «Лех» забажав відібрати у нього квартиру та дискваліфікувати на тривалий термін. Закінчилось це тим, що футболіст повернувся до свого клубу, проте вже не зумів виступати на попередньому рівні, й у 1961 році він зіграв лише 1 матч за клуб, після чого унаслідок травми завершив виступи на футбольних полях.
Після завершення виступів на футбольних полях Теодор Аньола жив у Познані. Помер колишній футболіст 10 липня 1993 року в приміському селі Стриково. Похований Теодор Аньола на Юніковському цвинтарі в Познані.

## Виступи за збірну
Теодор Аньола в 1950 року дебютував у складі національної збірної Польщі. Усього за 4 роки виступів у складі збірної нападник зіграв усього 7 матчів, у яких відзначився 2 забитими м'ячами.

## Особисте життя
Теодор Аньола був одружений та мав дочку. Брат Теодора Аньоли, Ян Аньола, також був футболістом, і грав на позиції захисника в познанських клубах «Лех» та «Варта».

## Титули і досягнення
- Найкращий бомбардир чемпіонату Польщі (3): 1949, 1950, 1951.